# Antocha nebulipennis
Antocha nebulipennis är en tvåvingeart. Antocha nebulipennis ingår i släktet Antocha och familjen småharkrankar.

## Underarter
Arten delas in i följande underarter:
- A. n. immaculata
- A. n. nebulipennis